# Clathrodrillia walteri
Clathrodrillia walteri is een slakkensoort uit de familie van de Drilliidae. De wetenschappelijke naam van de soort is voor het eerst geldig gepubliceerd in 1946 door Smith M..